# والتر لونغ
والتر لونغ (بالإنجليزية: Walter Long)‏ (و. 1879 – 1952 م) هو ممثل، من الولايات المتحدة الأمريكية، ولد في ناشوا، توفي في لوس أنجلوس، عن عمر يناهز 73 عاماً.

## وصلات خارجية
- والتر لونغ على موقع IMDb (الإنجليزية)
- والتر لونغ على موقع ألو سيني (الفرنسية)
- والتر لونغ على موقع تيرنر كلاسيك موفيز (الإنجليزية)
- والتر لونغ على موقع أول موفي (الإنجليزية)
- والتر لونغ على موقع قاعدة بيانات الأفلام السويدية (السويدية)
- والتر لونغ على موقع إن إن دي بي (الإنجليزية)
- والتر لونغ على موقع قاعدة بيانات الفيلم (الإنجليزية)
- والتر لونغ على موقع كينوبويسك (الروسية)